# Пять великих эпосов тамильской литературы
Пять великих эпосов тамильской литературы — комплекс из пяти поэм тамильской литературы. Это «Шилаппадикарам», «Манимехалей», «Дживака-чинтамани», «Валаябади» и «Кундалакеши». Только первые три эпоса сохранились полностью. Последние два известны во фрагментах и литературных переложениях.
| Пять великих эпосов тамильской литературы | Пять великих эпосов тамильской литературы |
| Название на тамильском                    | Название на русском                       |
| ----------------------------------------- | ----------------------------------------- |
| «Шилаппадикарам» (там. சிலப்பதிகாரம்)          | «Повесть о браслете»                      |
| «Манимехалей» (там. மணிமேகலை)                | «Жемчужный поясок»                        |
| «Дживака-чинтамани» (там. சீவக சிந்தாமணி)      | «Волшебный самоцвет Дживаки»              |
| «Валаябади»                               |                                           |
| «Кундалакеши» (там. குண்டலகேசி)               |                                           |

Считается, что эти произведения были созданы на протяжении значительного периода времени. Объединения этих поэм в один комплекс можно объяснить их принадлежностью к единой традиции, которая отделилась от поэзии санги и включила в себя неизвестные ей ранее идейные и структурные элементы, основными из которых можно считать религиозную дидактику (в которой учёные усматривают влияние джайнизма и буддизма), сюжетность, большой объём поэм и значительную зависимость от санскритской поэтики, в особенности от жанра махакавья. Для этих пяти эпосов характерно также заимствование сюжетов из нетамильских источников. В частности это характерно для трёх последних поэм.
Поэмы «Шилаппадикарам» («Повесть о браслете») и «Манимехалей» являются наиболее известными из всего цикла. Вследствие общности некоторых сюжетных линий, они рассматриваются как «поэмы-близнецы». Согласно традиции, первая из поэм была создана принцем династии Чера по имени Иланго и принадлежит к числу самых любимых тамилами книг. В ней повествуется о судьбе купца Ковалана и его жены Каннахи.
На русский «Манимехалей» в начале XX века перевёл А. М. Мерварт, однако работа не была опубликована. После ареста переводчика о рукописи перевода ничего не известно.